# 시시보네시
시시보네시(일본어: 鹿骨市)는 일본의 동인 게임 《쓰르라미 울 적에》에 등장하는 가공의 시이다. 작품 내 행정 주소는 고구라 시(일본어: 穀倉市)를 현청 소재지로 하고 있는 "아무개 현 시시보네 시"이다. 기후현 시라카와 향, 치바 현 치바 시 미도리구 토케 역 주변, 나가노현 마츠모토 시, 도쿄도 에도가와구에서 유래했으며, 각 유래 지역의 특성이 섞여 있다.